# 関和章子
関和 章子（せきわ あきこ、旧姓：加藤、1978年4月6日 - ）は、北海道北見市（旧常呂郡常呂町）出身の元カーリング選手。身長160cm、体重49kg。右利き。

## 来歴・人物
常呂町立（当時）常呂中学校時代に小野寺歩と林弓枝の3人でカーリングチーム・「シムソンズ」を結成した。高校時代から堀美香が加わる。
競技者としての国際大会のキャリアは他の3人より長く、1998年長野オリンピックでは19歳でありながら日本代表に選ばれ、サードとして出場している。
その後も着実に実績を積み、2002年ソルトレークシティオリンピックにスキップとして出場するも8位という結果に終わり、後にチームを解散し競技者として一線を退いた。後、2003年の世界ジュニア選手権にコーチとして参加した後、2003年11月に埼玉県行田市で漬物屋を営む男性と結婚。翌2004年の3月にチーム「PANTHRA」のスキップとして日本選手権で5位に入ったのを最後に現役を引退した。
その後、2006年2月に公開された映画シムソンズでは撮影に先駆けて特別コーチに招かれ、加藤ローサ、星井七瀬、藤井美菜、高橋真唯の4人にカーリングを指導している。

## 主な成績

### 選手
1994-1995年シーズン
- パシフィック選手権（ニュージーランド、クライストチャーチ）：優勝
- 世界ジュニア選手権：7位

1995-1996年シーズン
- パシフィック選手権（オーストラリア、シドニー）：優勝
- 世界ジュニア選手権（カナダ、アルバータ州レッド・ディアー）：準決勝進出決定戦でスコットランドに敗退（予選リーグ：5勝4敗　5位）
- 世界選手権（カナダ、オンタリオ州ハミルトン）：6位（予選リーグ：4勝5敗）

1996-1997年シーズン
- 日本選手権（長野県軽井沢町）：優勝
- 世界ジュニア選手権（長野県軽井沢町）：5位（予選リーグ：5勝4敗）
- 世界選手権（スイス、ベルン）：4位（予選リーグ：6勝5敗）

1997-1998年シーズン
- パシフィック選手権（長野県軽井沢町）：優勝
- 長野オリンピック：5位（予選リーグ：2勝5敗）
- 日本選手権（北海道常呂町）：優勝
- 世界ジュニア選手権（カナダ、オンタリオ州サンダーベイ）：準優勝（予選リーグ：8勝1敗　1位）
- 世界選手権（カナダ、ブリティッシュ・コロンビア州カムループス）：8位（予選リーグ：2勝7敗）

1998-1999年シーズン
- パシフィック選手権（カナダ、ブリティッシュ・コロンビア州クオリカムビーチ）：優勝
- 世界ジュニア選手権（スウェーデン、エステルスンド）：準優勝（予選リーグ：6勝3敗　4位）
- 日本選手権（北海道常呂町）：優勝
- 世界選手権（カナダ、ニュー・ブランズウィック州セント・ジョン）：9位（予選リーグ：3勝6敗　9位）

2000-2001年シーズン
- 日本選手権（北海道常呂町）：優勝
- 世界選手権（スイス、ローザンヌ）：7位（予選リーグ：4勝5敗　予選落ち）

2001-2002年シーズン
- パシフィック選手権（韓国、全州）：2位（予選リーグ：8戦全勝）
- 2002年ソルトレークシティオリンピック：8位（予選リーグ：2勝7敗　予選落ち）
- 日本選手権（北海道常呂町） ：3位

2003-2004年シーズン
- 日本選手権（北海道妹背牛町） ：5位

### コーチ
2002-2003年シーズン
- 世界ジュニア選手権（スイス、フリムス）：5位